# Diecezja Ondjiva
Diecezja Ondjiva – diecezja rzymskokatolicka w Angoli. Powstała 10 sierpnia 1975 jako diecezja Pereira de Eça. 16 maja 1979 otrzymała obecną nazwę.